# Cephalophrixothrix
Cephalophrixothrix är ett släkte av skalbaggar. Cephalophrixothrix ingår i familjen Phengodidae.
Kladogram enligt Catalogue of Life:
| Cephalophrixothrix | \| \| Cephalophrixothrix clypeatus \| \| \| \| \| \| Cephalophrixothrix columbianus \| \| \| \| \| \| Cephalophrixothrix nigerrimus \| \| \| \| |
|                    | \| \| Cephalophrixothrix clypeatus \| \| \| \| \| \| Cephalophrixothrix columbianus \| \| \| \| \| \| Cephalophrixothrix nigerrimus \| \| \| \| |
|                    | Cephalophrixothrix clypeatus |
|                    | |
|                    | Cephalophrixothrix columbianus |
|                    | |
|                    | Cephalophrixothrix nigerrimus |
|                    | |